# Maria del Mar Abella
Maria del Mar Abella (Sabadell, 1979), més coneguda com a Mar Abella, és una compositora i cantant de pop i de música electrònica, considerada com una de les responsables de l'actual feminització de l'escena electrònica catalana. La seva música prové d'estils musicals com el pop i l'electrònica, el que dona com a resultat un estil que es distingeix per la col·lisió de melodies vocals i progressions harmòniques que persegueixen l'èpica, com una fusió del pop dels vuitanta i la ciberdèlia rave. La seva música l'ha portat a actuar a tot Catalunya i el País Valencià, a festivals com BAM, Palmfest, TestFestival, també l'ha portat a telonejar a Reus i Tarragona el grup musical Fangoria.
A part de la seva carrera en particular, s'ha implicat en altres projectes musicals com En/Doll (Bankrobber) del músic Guillamino i el poeta Josep Pedrals amb actuacions a l'Auditori de Barcelona o al Mercat de Música Viva de Vic. També col·labora amb el músic i productor Marc Marzenit i actualment forma part del grup del músic Guillamino al càrrec de les programacions, teclats i cors, actuant a festivals com Sónar.

## Discografia
- 2007: M.A. (Natteam Music/Picap)
- 2010: Automatic Ep (XXrecords)
- 2010: Electronic Music from Catalonia 2010 (ICIC/Sónar)
- 2011: Abans (Black Cat/Natteam)[2][3]